# Девід Броуер
Девід Броуер (англ. David Brower, 1 липня 1912 — 5 листопада 2000) — видатний американський діяч охорони дикої природи, публіцист.

## Природоохоронна діяльність
Упродовж 1952—1969 років Д. Броуер — керівник Сьєрра-Клубу. За нього ця впливова природоохоронна організація пережила друге народження, збільшивши чисельність з 2 до 77 тисяч членів. Девід Броуер — автор і упорядник багатьох книг з охорони дикої природи, організатор перших (з 1949 року) американських конференцій з охорони дикої природи, що відіграли важливу роль у розвитку ідеології охорони дикої природи. Багато в чому завдяки його зусиллям 1964 року було прийнято «Закон про дику природу». Брав участь у створенні десятка національних парків США, домігся скасування будівництва дамб у національному парку Гранд-каньйон і Національному пам'ятнику «Динозавр»[прояснити: ком.]. За надто активну природоохорону діяльність Броуер був знятий з посади керівника Сьєрра-Клубу. Засновник (1969) найбільшої міжнародної екологічної організації «Друзі Землі», автор гасла «Думати глобально, діяти локально!» Тричі висувався на Нобелівську премію миру.
Девід Броуер вважав, що охорона дикої природи — це свого роду релігія, етика відносно землі, «і ця релігія є, я вважаю, найбільш близькою до буддійської».
Велика його заслуга в тому, що він слідом за Генрі Торо і Джоном Мюїром розвинув поняття «дикої природи», наповнивши його етичними, релігійними, естетичними і романтичними переживаннями:
|  | Дика природа - це місце, де ви можете насолодитися красою, де ви можете відправитися в шлях пішки, і де ваш дев'ятирічний син Боб запитає: «Чи живуть люди за тими горами?» І ви відповісте «ні» і поділятимете його задоволення - «це добре!». |

Д. Броуер одним із перших вказав на принципову відмінність між «охороною дикої природи» і «раціональним використанням природних ресурсів». На думку Броуера, «раціональне використання природних ресурсів» або, як кажуть у США, «управління матеріальними ресурсами» або «мудре використання» передбачає, щоб ці ресурси якомога довше зберігалися. «Ми знаємо, — пише автор, — що як би добре ми не управляли нашими матеріальними ресурсами і нашими сировинними матеріалами, час все одно пред'явить свій рахунок». «Раціональне використання природних ресурсів» за Броуером означає «розтягування» на якийсь період певного ресурсу. Але настане час, коли ресурс виснажиться, або, за сприятливих обставин, стане рідкістю. Тому симпатії Девіда Броуера спрямовані до такої форми охорони природи, за якої дику природу охороняють не як ресурс для людини, а заради неї самої, назавжди (захист від чого-небудь, а не для чого-небудь).
Оцінюючи стан сучасної природоохорони, Броуер робить дуже важливу філософську заяву: «Дика природа, якою ми володіємо нині, є всією природою, яку ми й усі інші покоління будемо мати». Іншими словами, на його думку, зараз найкращий час для створення національних парків та інших охоронних природних територій з метою захисту дикої природи. У майбутньому така задача стане більш важкою як фізично, так і фінансово. Тобто території дикої природи, які природоохоронці врятують у найближчі десятиліття, будуть усім, що вони врятують.
Д. Броуер завжди був проти компромісів у природоохороні, адже компроміс, як правило, передбачає здачу не тільки позицій, а й втрату честі. Він любив повторювати, що нам зараз потрібні такі захисники дикої природи, які намагаються досягти неможливого і роблять це, бо не відають, що це неможливо.
Д. Броуеру належить ідея створення Міжнародного парку Землі — охоронюваної природної території нового типу, сенс якої полягає в тому, що цей об'єкт не підпорядковується країні, на території якої розташований, а перебуває у віданні авторитетної міжнародної природоохоронної організації. Такий об'єкт, на думку Броуера, повинен мати таку видатну цінність, що належить до «спадщини всього світу», і конкретна держава не має права розпоряджатися його долею.
Природоохоронець неодноразово говорив, що вірить у дику природу виключно для неї, вірить у права живих істот, а не людини. Друзі жартома називали його… «друїдом».

## Video ресурси
- For Earth's Sake: The Life and Times of David Brower. Produced in 1989 by John de Graaf in cooperation with KCTS-Seattle. Distributed by Bullfrog Films, Oley, PA 19547. 58 minutes.
- Monumental: David Brower's Fight for Wild America. Directed by Kelly Duane for Loteria Films, 2004. DVD, 78 min.